# Kyjevská oblast
Kyjevská oblast (ukrajinsky Київська область / Kyjivska oblasť, někdy též Київщина / Kyjivščyna) je jednou z 24 samosprávných oblastí na Ukrajině, v její středoseverní části. Jejím hlavním městem je zároveň metropole celé země, Kyjev – ten však není do oblasti zahrnut, největším městem je tak Bila Cerkva. Oblast zahrnuje okolí Kyjeva, na jihu území na řece Ros a na severu část regionu zvaného Polesí, kde sousedí s Běloruskem. V roce 2022 zde žilo 1,79 milionu obyvatel.

## Historie
Oblast byla vytvořena jako součást Ukrajinské SSR 27. února 1932, původně však zahrnovala zhruba trojnásobné území. Už 15. října 1932 z ní byla vydělena severovýchodní část (nově vzniklá Černihivská oblast), 22. září 1937 pak západní část (Žytomyrská oblast). 7. ledna 1954 byla z jižní části území vyčleněna Čerkaská oblast.
Současné hranice oblasti byly stanoveny po Černobylské havárii. Tehdy do ni bylo zahrnuto i nově vybudované město Slavutyč, které je exklávou a obklopeno je Černihivskou oblastí. Severovýchod území oblasti dnes tvoří zakázaná zóna v okolí měst Černobyl a Pripjať, kde k havárii došlo.
Na počátku roku 2022 byla oblast částečně obsazena vojsky Ruské federace během ruské invaze na Ukrajinu při snaze o dobytí hlavního města Kyjeva. Začátkem dubna 2022 byla oblast po stažení ruských vojsk opět osvobozena ukrajinskou armádou. Po stažení ruských vojsk z oblasti došlo k odhalení masakru ve městě Buča.

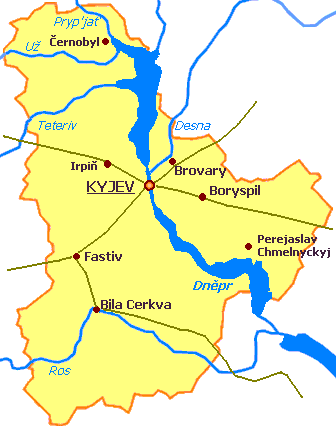
Mapa Kyjevské oblasti

## Geografie
Celou oblast tvoří nížiny (s výjimkou mírně pahorkatého jihu), na severu pak močály. Dělena je na západní a východní část řekou Dněpr, nejvýznamnějším tokem, který protéká jak jí, tak i celou Ukrajinou. Ten je nad hlavním městem Kyjevem přehrazen hrází Kyjevské přehrady; velké jezero, které tak vzniklo, je dlouhé více než 100 km a táhne se až k hranicím Běloruska (Homelská oblast). Na jihovýchodě zasahuje do oblasti jezero vytvořené Kanivskou přehradou. Nejdůležitějšími přítoky Dněpru jsou řeky Desna (zleva) a Pripjať, Teteriv, Irpiň a Ros (zprava).
Před rokem 2020 se oblast dále členila na 25 rajónů, poté byl jejich počet zredukován na sedm. Díky poloze v okolí metropole má dobré dopravní spojení s Kyjevem i okolím. V oblasti se těží žula a kaolin, jsou zde také zřídla minerálních vod.

## Obyvatelstvo
Se svými 1 789 300 obyvateli (2022) je 9. nejlidnatější oblastí Ukrajiny.
Kyjevská oblast se vyznačuje střední mírou urbanizace: z 1,79 milionů osob žilo ve městech 1,1 milionů lidí (61,7 %), zatímco na venkově jen 686,6 tisíc lidí (38,3 %).
Počet obyvatel v oblasti postupně klesal, nicméně v posledních letech dochází k pozvolnému nárůstu počtu obyvatel. Tabulka níže představuje populační vývoj oblasti.
| 1990      | 1991      | 1995      | 2000      | 2005      | 2010      | 2015      | 2020      | 2022      |
| --------- | --------- | --------- | --------- | --------- | --------- | --------- | --------- | --------- |
| 1 947 600 | 1 946 400 | 1 911 600 | 1 861 500 | 1 778 900 | 1 721 800 | 1 729 200 | 1 781 000 | 1 795 100 |

Za rok 2021 se narodilo 12 632 živě narozených dětí, zemřelo však 36 177, z nichž 59 byly děti ve věku do jednoho roku. Na 100 zemřelých připadá jen 35 živě narozených. Celkový přírůstek obyvatel byl 6549 lidí. Míra kojenecké úmrtnosti tehdy činila 4,7 ‰.
Podle výsledků sčítání lidu v roce 2001 žilo v oblasti 92,5 % Ukrajinců a 6 % Rusů. 92,3 % všech obyvatel považovalo ukrajinštinu za rodný jazyk, 7,2 % považovalo za svou mateřštinu ruštinu.

## Rajóny
| Rajón                                       | Sídlo        | Počet obyvatel (2021) |
| ------------------------------------------- | ------------ | --------------------- |
| Bilocerkevský rajón (Білоцерківський район) | Bílá Cerekev | 436 115               |
| Boryspilský rajón (Бориспільський район)    | Boryspil     | 203 273               |
| Brovarský rajón (Броварський район)         | Brovary      | 242 180               |
| - Bučský rajón (Бучанський район)           | Buča         | 362 382               |
| Fastivský rajón (Фастівський район)         | Fastiv       | 183 794               |
| Obuchivský rajón (Обухівський район)        | Obuchiv      | 228 829               |
| Vyšhorodský rajón (Вишгородський район)     | Vyšhorod     | 131 957               |

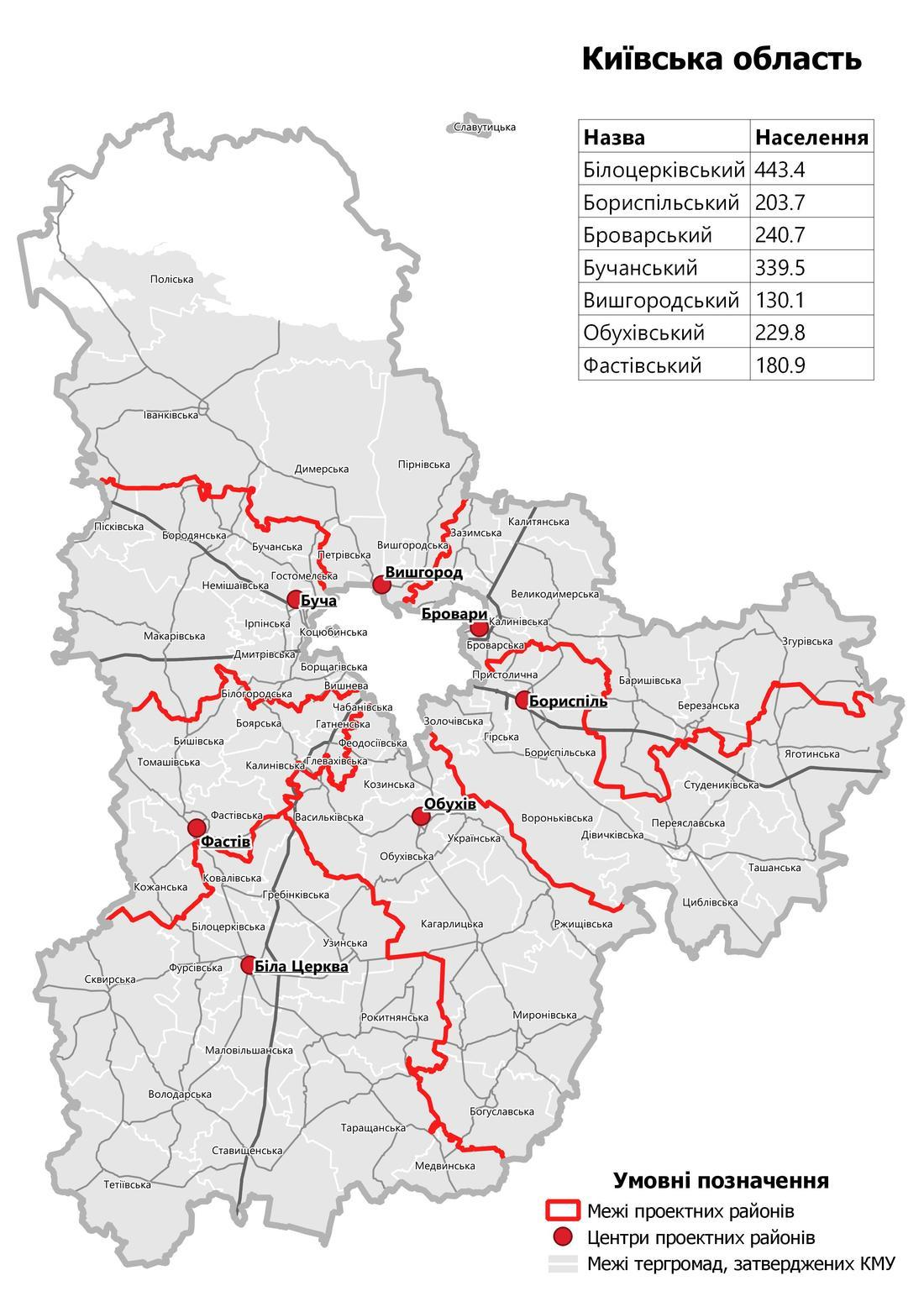
Mapa Kyjevské oblasti po reformě v roce 2020 (ukrajinsky)

Dnes je oblast rozdělena do 7 rajónů, před reformou v roce 2020 se v oblasti nacházelo 25 rajónů a 65 hromad. Oblast obsahuje 26 měst, 30 sídel městského typu a přes tisíc vesnic.
Kyjevská oblast také obsahuje dvě exklávy, město Slavutyč, které je enklávou v Černihivské oblasti a sídlo městského typu Kocjubynske, které je exklávou v hlavním městě Kyjevě.

## Přehled větších měst

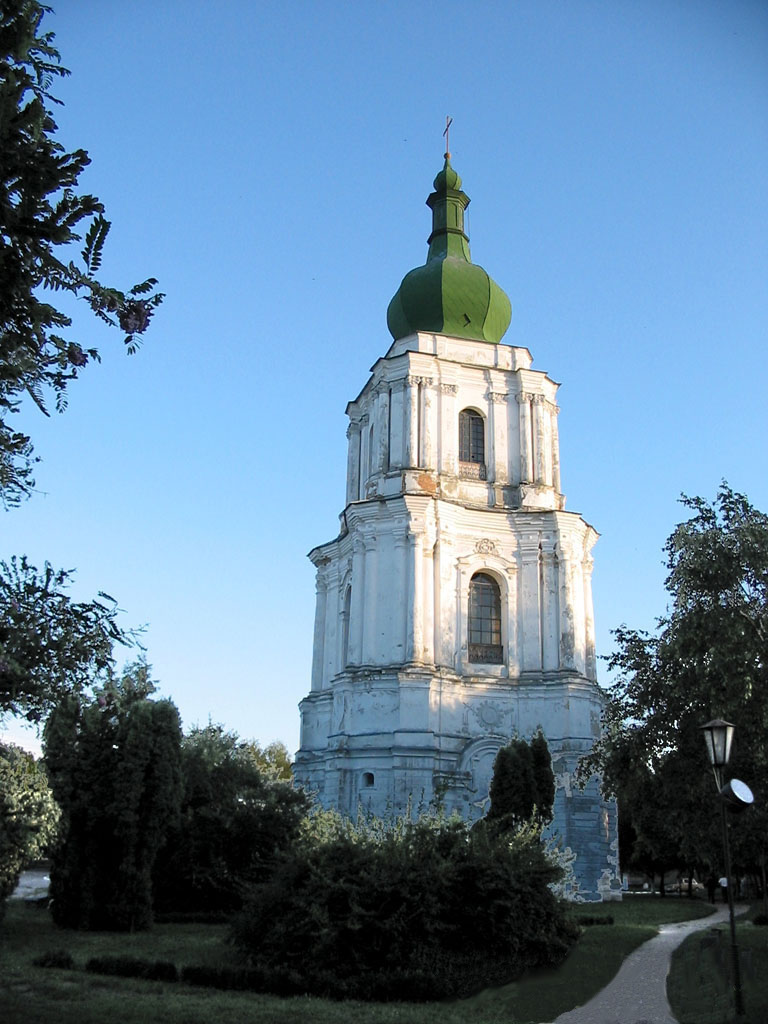
Zvonice v Perejaslavi

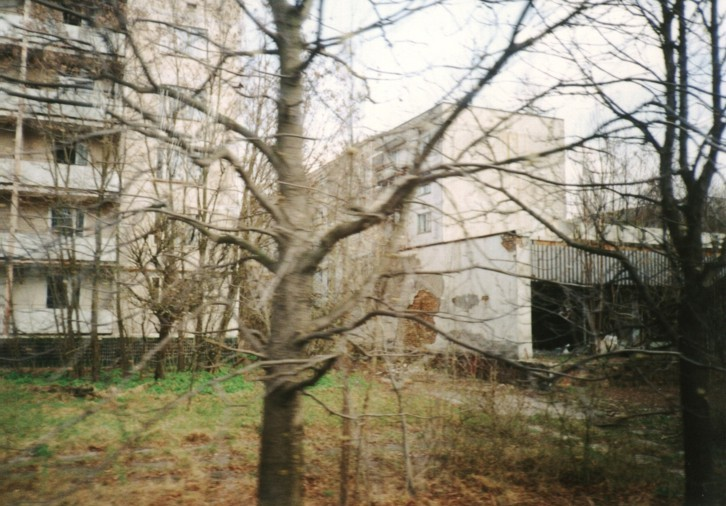
Opuštěné město Prypjať

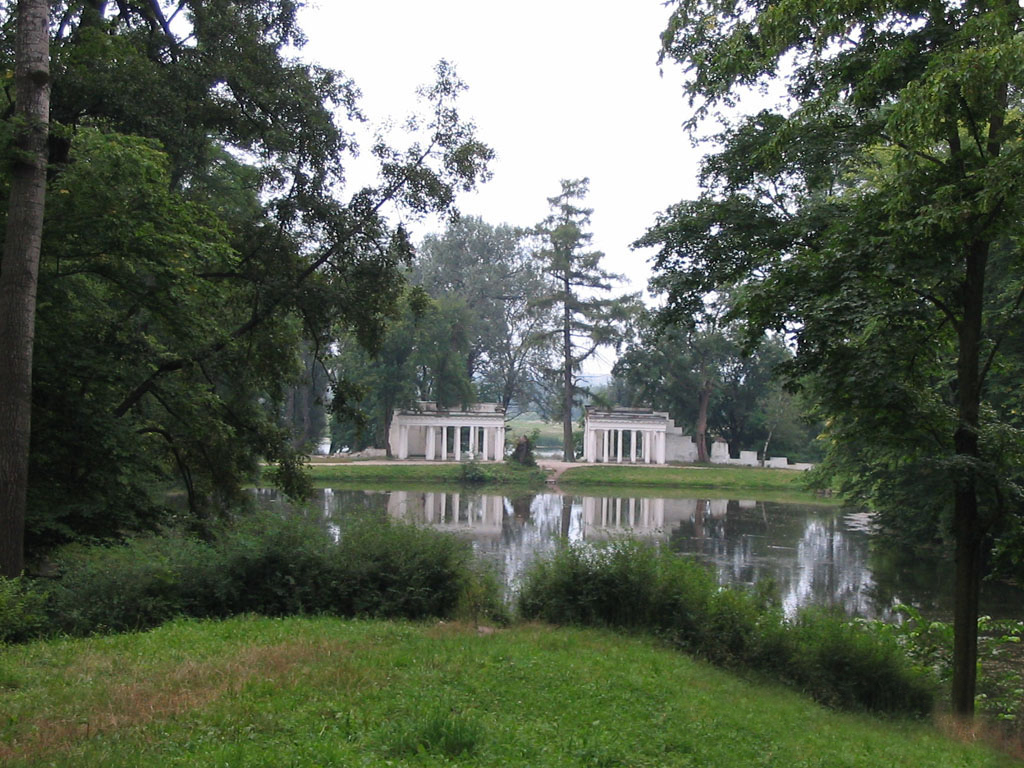
Park Oleksandrija v Bilé Cerkvi

Následující tabulka podává přehled největších a nejvýznamnějších (včetně vysídlených měst Pripjať a Černobyl).
| Město       | Ukrajinský název | Ruský název   | Počet obyvatel k 1. 1. 2022 |
| ----------- | ---------------- | ------------- | --------------------------- |
| Bila Cerkva | Біла Церква      | Белая Церковь | 207 273                     |
| Brovary     | Бровари          | Бровары       | 109 806                     |
| Irpiň       | Ірпінь           | Ирпень        | 65 167                      |
| Boryspil    | Бориспіль        | Борисполь     | 64 117                      |
| Fastiv      | Фастів           | Фастов        | 44 014                      |
| Vyšneve     | Вишневе          | Вишнёвое      | 42 983                      |
| Buča        | Буча             | Буча          | 37 321                      |
| Vasylkiv    | Васильків        | Васильков     | 37 068                      |
| Bojarka     | Боярка           | Боярка        | 34 394                      |
| Obuchiv     | Обухів           | Обухов        | 33 287                      |
| Vyšhorod    | Вишгород         | Вышгород      | 33 109                      |
| Perejaslav  | Переяслав        | Переяслав     | 26 273                      |
| Slavutyč    | Славутич         | Славутич      | 24 464                      |
| Jahotyn     | Яготин           | Яготин        | 18 995                      |
| Berezaň     | Березань         | Березань      | 16 047                      |
| Bohuslav    | Богуслав         | Богуслав      | 15 789                      |
| Skvyra      | Сквира           | Сквира        | 15 165                      |
| Černobyl    | Чорнобиль        | Чернобыль     | 0                           |
| Pripjať     | Прип'ять         | Припять       | 0                           |